# La strada verso il successo
(dall'introduzione dell'autore)
La strada verso il successo (Rovering to Success) è un saggio di Robert Baden-Powell. È il primo e il più autorevole manuale dedicato all'educazione dei Rover e delle Scolte (Scout di età compresa tra i 16 e i 21 anni circa).
Pubblicato per la prima volta nel 1922, esso rappresenta una sorta di guida colloquiale di Baden Powell a quei giovani ventenni che devono affrontare la vita. Esso è diviso in cinque capitoli (o "scogli", a definire le prove che dovranno affrontare i giovani).
1. Introduzione: Come essere felice, ricco o povero che tu sia
2. Primo scoglio: I cavalli
3. Secondo scoglio: Il vino
4. Terzo scoglio: La donna
5. Quarto scoglio: Cucù e ciarlatani
6. Quinto scoglio: Irreligiosità

## Edizioni
- Robert Baden-Powell, La strada verso il successo, traduzione di Fausto Catani, VI ed., collana I libri di Baden-Powell, Nuova Fiordaliso, 2000,  pp. 272, cap. 5, ISBN 88-8054-710-0.